# Riley Amos
Riley Amos (2002) es un deportista estadounidense que compite en ciclismo de montaña en la disciplina de campo a través.
Ganó tres medallas en el Campeonato Mundial de Ciclismo de Montaña entre los años 2019 y 2022, ambas en la prueba por relevos
.

## Medallero internacional
| Campeonato Mundial | Campeonato Mundial        | Campeonato Mundial | Campeonato Mundial         |
| Año                | Lugar                     | Medalla            | Competición                |
| ------------------ | ------------------------- | ------------------ | -------------------------- |
| 2019               | Mont-Sainte-Anne (Canadá) | Medalla de plata   | Campo a través por relevos |
| 2021               | Val di Sole (Italia)      | Medalla de plata   | Campo a través por relevos |
| 2022               | Les Gets (Francia)        | Medalla de bronce  | Campo a través por relevos |